# دی هاویلند کانادا دی‌اچ‌سی-۳ اوتر
دی هاویلند کانادا دی‌اچ‌سی-۳ اوتر (به انگلیسی: de Havilland Canada DHC-3 Otter) یک هواگرد از نوع STOL utility transport ساخت شرکت د هویلند کانادا کانادا است. هواگرد دی‌اچ‌سی-۳ اوتر نخستین پروازش را در ۱۲ دسامبر ۱۹۵۱ میلادی انجام داد. این هواگرد در سال ۱۹۵۳ میلادی رسماً معرفی گردید و در سال‌های ۱۹۵۱–۱۹۶۷ تولید شده‌است. در مجموع، تعداد ۴۶۶ فروند از این هواگرد ساخته شده‌است.